# Tiszabura
Tiszabura es un pueblo húngaro perteneciente al distrito de Kunhegyes, condado de Jász-Nagykun-Szolnok.

## Superficie
Cuenta con una superficie de 45,20 km².

## Demografía
Hasta 2024 la población era de 3120 habitantes, con una densidad de población de 69,02 hab/km².
| Gráfica de evolución demográfica de Tiszabura entre 2020 y 2024 |
|                                                                 |
| Datos según la Oficina Central de Estadística de Hungría.       |